# Médecins de Myddfai
Les Médecins de Myddfai (gallois : Meddygon Myddfai) sont, selon le folklore local, une succession de médecins qui ont vécu dans la paroisse de Myddfai dans le Carmarthenshire (Pays de Galles).
Leur première apparition remonterait au XIIIe siècle, lorsque Rhiwallon le Médecin et ses trois fils étaient médecins de Rhys Gryg, prince de Deheubarth. On dit qu'ils ont soigné Rhys lorsqu'il a été blessé au combat près de Carmarthen en 1234, mais il est mort de ses blessures peu de temps après à Llandeilo. La famille est censée avoir continué à exercer cette profession dans la lignée masculine directe jusqu'en 1739, date  de la mort de John Jones, le dernier de la lignée des médecins. Les modes de préparation de plantes médicinales attribué à la famille nous sont parvenus par le Livre rouge de Hergest, qui date de la fin du XIVe siècle, et par d'autres manuscrits gallois plus récents.

## Manuscrits
Le livre, Meddygon Myddvai, publié en 1861 par John Pughe, rassemble la plupart des matériaux attribués aux Médecins, qu'il regroupe sous deux manuscrits. Ce qu'il appelle « premier manuscrit » est le matériel inclus dans le Livre rouge d'Hergest, corrigé par comparaison avec d'autres copies. Il y eut un regain d'intérêt pour l'herboristerie dans le  Pays de Galles au XVIIIe siècle et un certain nombre de personnes avaient fait d'autres copies, dont l'érudit Edward Lhuyd, Thomas Beynon de Greenmeadow et le barde et traducteur, James Davies (Iago ab Dewi) de Llanllawddog.
Le « second manuscrit » imprimé dans le livre de 1861 est composé de matériaux provenant d'un manuscrit anciennement connu sous le nom de MS Llanover C.24, actuellement conservé par la Bibliothèque nationale du pays de Galles. Il a été mis au jour par l'antiquaire, barde et faussaire littéraire, Iolo Morganwg (Edward Williams). Le texte prétend être une collection de prescriptions médicinales à base de plantes et de noms d'herbes compilés par Hywel Feddyg ab Rhys ab Llywelyn ab Philip Feddyg,  descendant de Rhiwallon par son fils Einion. Il est censé avoir été copié par Williams en 1801 à partir d'un manuscrit appartenant à Thomas Bona, médecin, de Llanfihangel Iorwerth (Carmarthenshire), lui-même supposé être une copie faite par le frère de Bona William dans les années 1740 à partir d'un manuscrit appartenant à John Jones de Myddfai, le dernier de la famille des médecins. Le manuscrit de Williams est suivi d'une plus petite collection de prescriptions médicinales dans une écriture différente, qui aurait été compilée par Harri Jones de Pontypool.
On a cependant suggéré que le manuscrit de Llanover, Meddygon Myddfai, est l'un des faux de Williams, compilé par lui-même sur la base des matériaux qu'il a trouvés dans le manuscrit de Harri Jones. Williams semble également avoir eu accès à une copie de la version de James Davies du « premier manuscrit ».